# Båsgrunden
Båsgrunden är öar i Finland. De ligger i Finska viken och i kommunen Ingå i landskapet Nyland, i den södra delen av landet. Öarna ligger omkring 39 kilometer väster om Helsingfors.
Arean för den av öarna koordinaterna pekar på är 1,1 hektar och dess största längd är 180 meter i öst-västlig riktning. Närmaste större samhälle är Kyrkslätt, 11,9 km nordost om Båsgrunden.